# 埃尔泰尼
埃尔泰尼，是匈牙利托尔瑙州所辖的一个村。总面积29.95平方公里，总人口735，人口密度24.5人/平方公里（2011年1月1日）。